# Agrostis mannii
Agrostis mannii é uma espécie de gramínea do gênero Agrostis, pertencente à família Poaceae.